# Tamme Hanken
Tamme Hanken (Filsum, 16 mei 1960 – Garmisch-Partenkirchen, 10 oktober 2016) was een Duits chiropractor, schrijver en televisieacteur. Hij was in Duitsland en erbuiten bekend als bottenkraker van paarden en andere huis- en boerderijdieren. Hij trad op in verschillende televisieprogramma's, waarin hij soms de hoofdrol had. Een voorbeeld daarvan is de docusoap Der XXL-Ostfriese op de NDR, waaraan hij zijn bijnaam dankte.

## Levensloop
Hanken leerde voor boer om de boerderij van zijn ouders over te nemen. Daarna werd hij chiropractor. De kennis hiervoor deed hij op van zijn grootvader. Hij oefende in het begin op paarden die klaar waren om naar het slachthuis te worden gebracht.
Dit soort van chiropraxie staat in Ost-Friesland (maar ook in delen van Nederland) beter bekend als 'bottenkraken'. Hij verwierf bekendheid buiten zijn geboorteregio toen hij zijn chiropraxie inzette op dieren, met name op paarden. In zijn geboortedorp Filsum runt zijn vrouw Carmen een paardenhoeve waar hij dieren behandelde. Verder was hij ongeveer een kwart van zijn tijd voor dit werk in het buitenland.
Hanken deed mee aan verschillende televisie-uitzendingen, waaronder aan de dertigdelige docusoap Der XXL-Ostfriese op de NDR. Aan deze serietitel dankte hij zijn bijnaam, maar ook door zijn lengte van 2,07 meter en zijn gewicht van circa 140 kg. Hij was verder geregeld op andere zenders te zien, zoals de ARD, ZDF en Bayerischer Rundfunk.
Hanken stierf op 10. oktober 2016 in Garmisch-Partenkirchen op 56-jarige leeftijd aan hartfalen.

## Filmografie
- 2008–2016: Der XXL-Ostfriese, docusoap, NDR (69 afleveringen)
  - Der XXL-Ostfriese: Nur das Beste, NDR (13 afleveringen)
  - Der XXL-Ostfriese: Herd statt Pferd, NDR (8 afleveringen)
- 2015: 24 Stunden – Tamme Hanken auf Hausbesuch, documentaire, Sat.1
- 2015–2016: Tamme Hanken: Der Knochenbrecher auf Tour, docusoap, Kabel eins (19 afleveringen)
- 2016: Extra Spezial. Jenke – Ich bleibe über Nacht! Bei Tamme Hanken, RTL
- 2016: Abenteuer Leben am Sonntag. herinnering aan Tamme Hanken, Kabel eins
- 2017: Neues vom Hankenhof – Tamme forever Kabel 1 (6 afleveringen)